# Rabia Salihu Sa'id
Rabia Salihu Sa'id  (sinh 21 tháng 4 năm 1963) là một nhà vật lý người Nigeria, cũng là một giáo sư về khí quyển và không gian-thời tiết vật lý, và một nhà nghiên cứu tại Đại học Bayero Kano. Cô tiến hành nghiên cứu về vật lý thời tiết khí quyển và không gian, vật lý hạt và điện tử. Sa'id là một người ủng hộ và cố vấn cho phụ nữ trẻ trong khoa học với Quỹ Visiola và Quân đoàn Hòa bình; cô đồng sáng lập Hiệp hội các nhà vật lý phụ nữ Nigeria. Cô là một người ủng hộ và cố vấn của giáo dục Khoa học, công nghệ, kỹ thuật và toán học (STEM) và là người hỗ trợ cho Chương trình Công dân tích cực của Hội đồng Anh.
Sai'd đã nhận được học bổng từ Viện Vật lý Ứng dụng ở Bern, Thụy Sĩ và Quỹ Ford cũng như là thành viên của Viện Khoa học Châu Phi (ASI). Năm 2015, cô nhận được giải thưởng Elsevier Foundation dành cho các nhà khoa học nữ ở thế giới đang phát triển. Cô cũng được Hội đồng Anh công nhận vào năm 2015 cho công việc cộng đồng của mình và BBC là một phần trong loạt 100 Women của họ.

## Cuộc sống cá nhân
Rabia Sa'id sinh ra tại Wangara, một thị trấn ở Gezawa khu vực chính quyền địa phương của bang Kano, Bắc Nigeria,, nơi cô gái có ít cơ hội giáo dục, nhiều kết hôn ở độ tuổi teen, và phụ nữ đang mong đợi ở nhà.  Tuy nhiên, cha cô muốn cô trở thành bác sĩ. Ông từng là một sĩ quan trong Quân đội Nigeria  có hai người vợ và có mười người con.
Sa'id theo học tại một trường quân đội và đứng đầu lớp. Cô chọn kết hôn năm 18 tuổi, sau khi tốt nghiệp trung học. Cô ấy là một bà mẹ sáu con. Hai đứa con của cô cần được chăm sóc y tế (một trong số chúng được sinh ra với bàn chân khoèo và đứa còn lại bị thiếu máu hồng cầu hình liềm), điều này đã thêm vào thử thách cá nhân của cô để có được bằng cấp học vấn cao hơn.

## Nghề nghiệp

### Giáo dục và sự nghiệp ban đầu
Sa'id bắt đầu giáo dục đại học của mình ở tuổi 29 và điều hành một trường mẫu giáo để trả tiền học phí. Cô có bằng Cử nhân Khoa học, Thạc sĩ Khoa học và Tiến sĩ Vật lý tại Đại học Bayero Kano.  Vào tháng 9 năm 1999, cô bắt đầu công việc với tư cách là Trợ lý cao học tại Đại học Bayero. Năm 2002, trong Chương trình học bổng quốc tế (IFP) của Quỹ Ford, cô đã học lấy bằng thạc sĩ về môi trường và phát triển của Đại học Reading, Vương quốc Anh.

### Nhà giáo dục
Cô bắt đầu làm việc vào năm 1999 cho Đại học Bayero và hiện tại là giáo sư của các khóa học đại học và sau đại học về vật lý khí quyển và thời tiết.  Năm 2015, cô là Phó trưởng khoa tại Phòng Công tác Sinh viên của trường đại học.

### Nghiên cứu
Cô đã nhận được một bài viết nghiên cứu tại trường đại học, nơi cô tiến hành nghiên cứu về vật lý thời tiết khí quyển và không gian, vật lý hạt và điện tử. Nghiên cứu của cô được thực hiện để giải quyết các thách thức môi trường ở Nigeria. Ví dụ, để giảm số lượng cây bị chặt để lấy củi, một nghiên cứu đề cập đến việc sử dụng gỗ vụn từ các dự án mộc cho than bánh có thể sử dụng làm nhiên liệu, do đó làm giảm tốc độ rừng bị suy giảm. Cô cũng thu thập dữ liệu khí quyển  và nghiên cứu ảnh hưởng của nạn phá rừng  và bụi khí dung đối với nhiệt độ khí hậu. Mục tiêu của cô là khuyến khích sự phụ thuộc lớn hơn ở Nigeria vào các nguồn năng lượng tái tạo, như năng lượng gió, năng lượng mặt trời và thủy điện, ít gây hại cho môi trường hơn nhiên liệu hóa thạch.
Năm 2010, cô làm việc với Tiến sĩ C. Matzler, một nhà khoa học về viễn thám trên mặt đất và khí quyển, tại Viện Vật lý Ứng dụng, Đại học Bern, Thụy Sĩ với tư cách là nhà khoa học nghiên cứu trong bốn tháng. Vào tháng 1 năm 2013, cô đã trở thành thành viên của Viện Khoa học Châu Phi (ASI),, một hiệp hội danh dự và nghĩ rằng các học giả, nhà nghiên cứu và doanh nhân.

### Tiếp cận STEM
Sa'id hoạt động trong lĩnh vực tiếp cận Khoa học, công nghệ, kỹ thuật và toán học (STEM). Cô là người đồng sáng lập Hiệp hội các nhà vật lý phụ nữ Nigeria năm 2011, khuyến khích phụ nữ trở thành nhà vật lý, tìm cách cải thiện giáo dục vật lý trong trường học và trao giải thưởng cho phụ nữ trẻ. Sa'id cũng khuyến khích sự tham gia của những người trẻ tuổi bằng cách tư vấn cho họ trong những dự án khoa học địa phương và quốc gia, tình nguyện cho Quỹ cựu sinh viên Hòa bình Nigeria và Quỹ Visiola.  Cô nói rằng cô đang hoạt động trong tiếp cận cộng đồng STEM vì có nhóm tạo ra những áp lực và chướng ngại vật mà cô gái, đặc biệt là những người ở miền bắc Nigeria, phải vượt qua để theo đuổi bằng cấp và nghề nghiệp trong các lĩnh vực này. Ngoài ra, "nhiều cô gái trong khoa học sẽ có nghĩa là các giải pháp mà khoa học cung cấp không chỉ phù hợp với nhu cầu của một giới tính."   Ngoài ra, có sự đánh giá cao hơn cho sự nghiệp nơi có các ứng dụng thực tế, như ngân hàng và y học.

### Sự công nhận
Năm 2015, cô là người nhận được một trong năm giải thưởng Elsevier Foundation dành cho các nhà khoa học phụ nữ ở thế giới đang phát triển. Được trình bày với sự hợp tác của Tổ chức Phụ nữ Khoa học Thế giới đang phát triển (OWSD) và Viện hàn lâm Khoa học Thế giới (TWAS), giải thưởng năm đó dành cho lĩnh vực vật lý và toán học, với giải thưởng của Sa'id trong lĩnh vực này vật lý khí quyển. Cô đã nhận được giải thưởng cho công trình của mình về các thách thức môi trường ở Nigeria, được trình bày vào ngày 14 tháng 2 năm 2015 tại Hội nghị thường niên của Hiệp hội vì sự tiến bộ khoa học Hoa Kỳ (AAAS) ở San Jose, California.  
Vào tháng 8 năm 2015, Sa'id đã được nhà báo BBC, Claudia Hammond phỏng vấn cho một tính năng trên BBC World Service, và được giới thiệu trong sê-ri 100 Women hàng năm của BBC, nêu bật những nỗ lực của cô để thúc đẩy giáo dục khoa học ở Nigeria. Năm sau (2016), cô được đăng trên tạp chí trực tuyến Học viện Nigeria trong danh sách những người phụ nữ Nigeria nổi tiếng về khoa học.

## Biện hộ
Ngoài việc cố vấn rằng cô ấy làm cho Quân đoàn Hòa bình và Visiola để tiếp cận với STEM, cô ấy còn là người hỗ trợ cho Chương trình Công dân tích cực của Hội đồng Anh, khuyến khích những người trẻ phát triển các kỹ năng giao tiếp hiệu quả và hòa bình để phát triển bền vững trong cộng đồng của họ.
Cô là một trong 9 người được vinh danh là "những người ủng hộ và vô địch phụ nữ" ở Nigeria vào tháng 3 năm 2015 trong một phần của Ngày Quốc tế Phụ nữ của Hội đồng Anh và hai chương trình phát triển của nó, là Chương trình Ổn định và Hòa giải Nigeria (NSRP) và Công lý cho Tất cả (J4A) chương trình.